# Velbajd
 (février 2020).
Le contenu est difficilement compréhensible vu les erreurs de traduction, qui sont peut-être dues à l'utilisation d'un logiciel de traduction automatique.

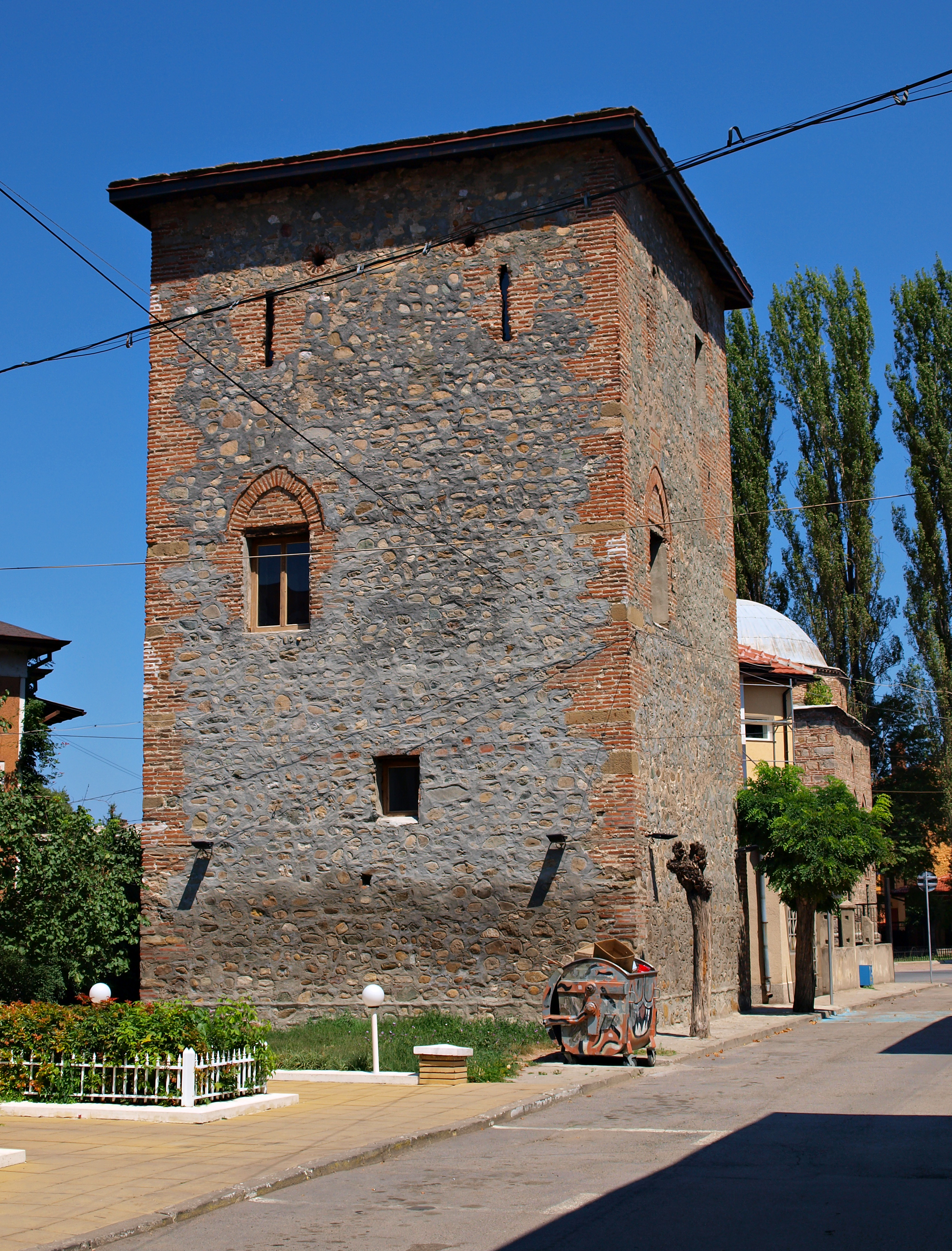
La tour Pyrgos à Velbajd.

Velbajd est une ville médiévale fortifiée[Où ?] à la place du Kyoustendil d'aujourd'hui, le successeur de l'ancienne ville de Pautalia[Quoi ?].
Sa domination féodale[Quoi ?] s'est formée à l'époque de Stefan Uroš IV Dušan et s'est poursuivie dans le sandjak de Kyoustendil sous l'Empire ottoman.
À l'époque ottomane, le Kyoustendil Pasha[Lequel ?] a été le premier commandant militaire (mirmiran) de l'empire et a dirigé le contingent militaire ottoman le plus fort dans les guerres contre le Saint-Empire romain germanique et pendant l'alliance franco-ottomane. Ce droit est historique à cause de la bataille de Velbajd, ainsi qu'à cause de Constantin Dragaš, qui est le grand-père du Constantin XI Paléologue et l'arrière-grand-père d'Ivan le Terrible[Quoi ?].
À l'époque de Patriarcat de Peć Velbajd était dans le diocèse de cette église[Laquelle ?], et son diocèse comprenait également le monastère de Rila,.